# Kanilai
Kanilai (Schreibvariante: Karilai) ist eine Ortschaft im westafrikanischen Staat Gambia.
Nach einer Berechnung für das Jahr 2013 leben dort etwa 877 Einwohner, das Ergebnis der letzten veröffentlichten Volkszählung von 1993 betrug 390.

## Geographie
Kanilai in der West Coast Region im Distrikt Foni Kansala liegt etwa fünf Kilometer südlich der South Bank Road, Gambias wichtigster Fernstraße die das ganze Land vom Westen bis Osten durchquert und ist von Brikama etwa 70 Kilometer entfernt. Kanilai liegt unmittelbar direkt an der Grenze zu der Region Casamance in Senegal. Es siedeln sich hauptsächlich Bewohner, die der Ethnie der Diola angehören, hier an.

## Geschichte
Erwähnenswert ist der Ort deshalb, weil es der Geburtsort des ehemaligen Präsidenten Yahya Jammeh ist. Er hat sich hier einen Landsitz errichten lassen und lässt diesem Ort Einiges an Aufmerksamkeit zukommen. In der Nähe befindet sich der Gemeindewald Bugongol, der aber teilweise als Privateigentum vom Präsidenten angesehen wird. Es befindet sich in der Nähe eine Lodge, die Touristen beherbergt. Weiter ist der Kanilai Game Park hier zu finden.

## Kultur und Sehenswürdigkeiten
Es finden regelmäßige Sport-Wettkämpfe statt, das Gambische Wrestling hat hier eine lange Tradition, bei dem der Jammeh oft zugegen war.
Jährlicher Höhepunkt ist das Kanilai Cultural Festival.

## Persönlichkeiten

### Söhne und Töchter der Stadt
- Yahya Jammeh (* 1965), ehemaliger Präsident Gambias